# Maianthemum monteverdense
Espèce
Maianthemum monteverdense est une espèce de plantes herbacées vivaces épiphytes qui est originaire du Costa Rica et du Nicaragua.

## Systématique
L'espèce Maianthemum monteverdense a été décrite en 1986 par le botaniste américain James Vincent LaFrankie (d) (1956-).

## Répartition
Maianthemum monteverdense se rencontre au Costa Rica dans les provinces d'Alajuela, Cartago, Guanacaste et Puntarenas et au Nicaragua dans le département de Jinotega.

## Habitat et écologie
Maianthemum monteverdense est un épiphyte qui pousse sur les arbres de la canopée des forêts de nuages, mais persistera dans les chablis sous une canopée ouverte. On le trouve généralement entre 1 600 et 1 700 m d'altitude, mais il a été trouvé à des altitudes inférieures à 1 000 m au Nicaragua et jusqu'à 2 300 m au Costa Rica.

## Description
Maianthemum monteverdense mesure jusqu'à 80 cm de hauteur. Ses racines poussent uniformément le long des rhizomes fourchus de 4 à 6 cm de large. Les tiges, arquées, portent généralement 12 à 16 feuilles espacées de 4 à 8 cm se resserrant au sommet de la plante.

### Feuilles
Les feuilles enserrent généralement la tige ou ont parfois un pétiole court de 1 à 2 mm de long. Les limbes des feuilles sont ovoïdes à lancéolés avec des extrémités pointues et des bases arrondies de 13 à 15 cm de long sur 9 à 10 cm de large et avec des bords plats (non ondulés). Les nervures sont proéminentes et la surface des feuilles est glabre et brillante.

### Grappes fleuries
Quarante à soixante fleurs sont disposées sur un pédoncule ramifié (panicule). L'axe principal de la panicule mesure généralement 15 à 20 cm de long, pendant et légèrement flexueux. Il est glabre, brillant et vert clair. Les branches latérales de la panicule sont courtes, étalées, espacées d'environ 1 à 2 cm le long de l'axe principal et disposées en hélice. Chaque branche latérale porte de quatre à six fleurs, fixées sur des tiges de 1 à 2,5 cm de long (pédicelles).

### Fleurs et fruits
Les fleurs sont en forme de coupe et constituées de tépales jaune-vert de 5 à 5,5 mm de long et 2 mm de large. Les étamines sont insérées à la base des tépales. Les fruits sont trilobés, de 10 à 12 mm de diamètre, vert mûrissant à rouge. La floraison a lieu de décembre à février et les fruits restent sur la plante jusqu'en août.

## Étymologie
Son épithète spécifique, monteverdense, fait référence à sa localité type, la réserve biologique de Monteverde au Chili.

## Publication originale
- (en) James V. LaFrankie, Jr, « Morphology and taxonomy of the New World species of Maianthemum (Liliaceae) », Journal of the Arnold Arboretum, vol. 67,‎ 1986, p. 371–439 (ISSN 0004-2625 et 2474-3283, DOI 10.5962/BHL.PART.27393, JSTOR 43782199, lire en ligne).